# 서출구
서출구(Xitsuh, 본명: 서명원, 1992년 12월 21일 ~ )는 대한민국의 래퍼이다. 힙합 리스너들에게 JJK, 허클베리 피, 술제이와 같이 수준급의 프리스타일 실력을 가졌다는 평가를 받았다.

## 학력
- 브리검영 대학교 (중퇴)

## 출연 작품

### 방송
- 2015년 Mnet 《Show Me The Money 4》 - 참가자
- 2016년 Mnet 《Show Me The Money 5》 - 참가자
- 2017년 Mnet 《고등래퍼 1》 - 프로듀서(서울 강서 지역 양홍원 우승)
- 2018년 네이버 TV 《출구는 없다》
- 2019년 MBC 《미스터리 음악쇼 복면가왕》 - 중2병
- 2021년 KBS 《불후의 명곡》

## 음반

### 정규 음반
- 2020년 1집 《Spil》

### 미니 음반
- 2018년 《COSTUMES》

### 싱글
- 2015년 《SRS 2015》
- 2017년 《Too Late》
- 2017년 《별》
- 2020년 《Searching》
- 2020년 《NWP》
- 2020년 《그림자》
- 2021년 《남쪽》